# Papa Juli I
Papa Juli I (llatí: Iulius I)  (Roma, 280 - Roma, 13 d'abril de 352) va ser escollit Papa de l'Església Catòlica entre el 6 de febrer de 337 i el 12 d'abril de 352. És venerat com a sant per l'Església Catòlica.

## Biografia
De nació romana i fill de Rústic, d'acord amb les dades del Liber Pontificalis.

### Pontificat
Va ser elegit papa el 6 de febrer de 337, després d'un període de seu vacant de quatre mesos a causa de la mort de Marc I, que havia tingut un breu pontificat, de menys d'un any, a la mort de Silvestre I.
El seu pontificat és conegut per una ferma intervenció sobre la controvèrsia ariana, sobre la qual hi ha abundants fonts d'informació. Després de la mort de Constantí I, el 22 de maig de 337, el seu fill, Constantí II, governador de la Gàl·lia, va permetre el retorn d'Atanasi a la seu d'Alexandria, fins llavors exiliat. Els arians egipcis, tanmateix, van instal·lar un bisbe rival, Pistus, i van enviar una ambaixada a Juli I demanant que fos admès en comunió amb Roma, i van lliurar al papa les decisions del Concili de Tir (335) per provar que Atanasi havia estat deposat de forma vàlida. De la mateixa manera, Atanasi va enviar emissaris a Roma per lliurar a Juli una carta sinodal dels bisbes d'Egipte, que contenia una justificació completa del Patriarca. A l'arribada dels enviats d'Atanasi a Roma, Macari, el cap dels representants arians, va abandonar la ciutat; els dos restants, juntament amb els d'Atanasi, van ser convocats pel papa. Els llegats arians van demanar al papa la convocatòria d'un gran sínode on els dos bàndols haurien de presentar el seu cas per a decisió de l'assemblea.
Juli va convocar el sínode a Roma, convidant els bisbes d'Orient. Mentrestant, sota la presidència d'Eusebi de Nicomèdia, recentment nomenat Patriarca de Constantinoble, els bisbes arians havien celebrat sínode a Antioquia i havien elegit a Jordi de Capadòcia com a nou bisbe d'Alexandria, en el lloc de Pistus. Instal·lat de forma forçosa a la seu, Atanasi es va veure de nou a l'exili i va posar rumb a Roma; molts altres bisbes que havien estat destituïts pels arians van imitar-lo, entre ells Marcel d'Ancira. En una carta escrita en termes altius, els bisbes arians, encapçalats per Eusebi, es van negar a participar al sínode convocat per Juli I. De totes formes, el sínode se celebrà la tardor del 340 o 341, amb la presidència del bisbe romà en l'església titular del prevere Vitus. Després d'examinar detalladament la documentació, Atanasi i Marcel, que van realitzar una professió de fe satisfactòria, foren exonerats i restablerts els seus drets com a bisbes. El papa va comunicar això als bisbes seguidors d'Eusebi en una notable carta, on justificava el seu procediment en el cas, defensant amb tot detall la seva decisió de reinstal·lar Atanasi, i va fer notar la no aparició dels bisbes arians, els mateixos que havien sol·licitat la convocatòria del sínode. Juli I i els bisbes occidentals van sol·licitar l'ajut a l'emperador Constant, amb un punt de vista ortodox, que va intercedir per ells davant del seu germà Constanci, emperador de la part oriental de l'Imperi Romà, en favor dels bisbes deposats i perseguits pels arians. Els dos emperadors van acordar que era convenient la convocatòria d'un concili general dels bisbes occidentals i orientals a Sàrdica (Sofia), reunió celebrada la tardor del 342 o 343. Els bisbes orientals arians no van acudir al concili, sinó que van dur a terme una assemblea per separat i després marxaren. El concili de Sàrdica va acomplir la seva missió, a través dels cànons es va procedir i es regulà la situació dels bisbes acusats, a més d'establir la forma de la intervenció papal sobre la condemna dels bisbes.
Va fixar per a l'Església d'Occident la solemnitat del Nadal el 25 de desembre en lloc del 6 de gener, que va passar a ser la Festa de l'Epifania. S'ha teoritzat que amb aquesta data volia substituir les festes de les Saturnals romanes.
Se'l considera el fundador de l'Arxiu de la Santa Seu, ja que va manar-ne la conservació dels documents.

### Mort
Va morir el 12 d'abril de 352 i va ser enterrat a les catacumbes de Calepodi, a la via Aurèlia. Molt poc després de la seva mort va començar a ser venerat com a sant, celebrant-se la festa el 12 d'abril. El seu cos, posteriorment, va ser traslladat a la basílica de Santa Maria in Trastevere, església que ell havia manat construir.